# Teateråret 1957

## Händelser

### Okänt datum
- Palle Granditsky blir chef för Borås stadsteater
- Carl-Axel Heiknert efterträder Gösta Folke som chef för Uppsala stadsteater[1]

## Priser och utmärkelser
- O'Neill-stipendiet tilldelas Tora Teje
- Thaliapriset tilldelas regissören Ingmar Bergman

## Årets uppsättningar

### December
- 27 december – Vilhelm Mobergs Domaren uruppförs på Intima Teatern i Stockholm.

### Okänt datum
- Eugene O'Neills pjäs Ett stycke poet med regi av Olof Molander har premiär på Dramaten,
- Kompositören Leonard Bernstein, författarna Stephen Sondheim och Arthur Laurents musikal West Side Story uruppförs på Winter Garden i New York.

## Avlidna
- 27 oktober – Carl-Harald, 72, svensk skådespelare.
- 18 november – Carl Ström, 69, svensk skådespelare.